# Бранка Селаковић
Бранка Селаковић (Ужице, 4. фебруар 1985) српска је књижевница и новинарка. Пише поезију, прозу и есеје, а дела су јој превођена на енглески, шпански, немачки, пољски и македонски језик.

## Биографија
Дипломирала је филозофију на Филозофском факултету Универзитета у Београду. Радила је као професор филозофије и логике, потом новинар Првог програма Радио Београда у Редакцији за културу и Забавно-хумористичкој редакцији, где је учествовала у стварању емисија „Неки то воле ноћу”, „Код два бела голуба”, „Догодило се на данашњи дан”, „Мозаик времена” и других.
Заступљена је у великом броју часописа, зборника и антологија. Сарадница је регионалног портала Ал Џазира Балканс, за који интервјуише значајне личности из света културе и уметности.
Чланица је Удружења књижевника Србије и Независног удружења новинара Србије.
Живи и ради у Београду.

## Награде и признања
- Награда Мирослав Дерета за најбољи роман „Глинени краљ”[2]
- Нушићева награда за најбољу сатиричну причу на фестивалу „Нушићијада”
- Златна плакета за најбољу причу часописа „Авлија”
- Награда за најбољи есеј Удружења „Свети Сава”
- Прва награда за песму „Оловна деца” Књижевног клуба 21[3]
- Награда Матице српске у Црној Гори за најбољи прозни рукопис „Рез на ребру”
- Награда Града Ужица за изузетне резултате[4]
- Награде за поезију на разним песничким фестивалима